# Родольфо Пісарро
Родольфо Пісарро (ісп. Rodolfo Pizarro; нар. 15 лютого 1994, Тампіко) — мексиканський футболіст, півзахисник клубу «Масатлан» і національної збірної Мексики.

## Клубна кар'єра
У дорослому футболі дебютував 2012 року виступами за команду клубу «Пачука», в якій провів п'ять сезонів, взявши участь у 134 матчах чемпіонату. Більшість часу, проведеного у складі «Пачуки», був основним гравцем команди.
Протягом 2017–2018 років захищав кольори «Гвадалахари», після чого став гравцем «Монтеррея».

## Виступи за збірні
Протягом 2014—2016 років залучався до складу молодіжної збірної Мексики. На молодіжному рівні зіграв у 5 офіційних матчах.
2016 року захищав кольори олімпійської збірної Мексики. У складі цієї команди провів 2 матчі, забив 1 гол. У складі збірної — учасник футбольного турніру на Олімпійських іграх 2016 року у Ріо-де-Жанейро.
2014 року дебютував в офіційних матчах у складі національної збірної Мексики. Був у її складі учасником Золотого кубка КОНКАКАФ 2017 року, а за два роки — переможцем Золотого кубка КОНКАКАФ 2019.

## Титули і досягнення
- Мексика

Володар Золотого кубка КОНКАКАФ 1: 2019
Срібний призер Золотого кубка КОНКАКАФ 1: 2021
- «Пачука»:

Чемпіон Мексики 1: Клаусура 2016
- «Гвадалахара»:

Володар Кубка Мексики 1: Клаусура 2017
Переможець Ліги чемпіонів КОНКАКАФ 1: 2018